# Küçükpotuklu, Pınarbaşı
Küçükpotuklu là một xã thuộc huyện Pınarbaşı, tỉnh Kayseri, Thổ Nhĩ Kỳ. Dân số thời điểm năm 2008 là 74 người.